# The Jet Blacks
The Jet Black's foi uma banda de Rock Pop brasileira, fundada no início dos anos 1960. A banda teve várias formações e obteve grande sucesso na década de 1960 se apresentando com nomes conhecidos da Jovem Guarda  e em gravações solo, com dezenas de discos gravados.

## História

### Primeiros anos
Formado na cidade de São Paulo em 1961 pelo guitarrista Joe Primo (Primo Moreschi) e o guitarrista Bobby de Carlo. Inicialmente, seu nome era The Vampires, em 1961, porém, foi modificado para o atual, em homenagem ao grupo inglês Shadows, cujo um dos maiores sucessos foi a canção "Jet Black". Além dos Shadows, também influência do grupo foi a do conjunto norte-americano Ventures. Ambos tinham como repertório básico rocks e twists instrumentais executados para bailes.
Em 1962, assinaram com a Chantecler e lançaram seu primeiro disco, um 78 rpm, no qual fizeram dois covers do The Shadows: "Apache" e "Kon-Tiki". Com o sucesso da estreia, a gravadora investiu no grupo com o lançamento de dois LPs. O primeiro, lançado ainda no mesmo ano, foi "Twist", e o segundo foi gravado no ano seguinte, "The Jet Black's Again - Twist".

### Sucesso
Um grande incentivador dos The Jet Black's e o homem que lançou o grupo, Antonio Aguillar que em 1961, Antonio Aguillar foi para a Radio Nacional dirigindo o programa “Ritmos da Juventude”. Como apresentador da Radio Nacional foi um grande incentivador do movimento música jovem. Lançou Os Jet Black’s e outras grandes bandas como The Jordans, The Clevers (depois passaram a se chamar “Os Incríveis”), The Flayers e outros.
Nesta época o velho guerreiro “Chacrinha” trouxe um jovem cantor carioca e apresentou ao Aguillar que o lançou em São Paulo, o nome deste cantor era Roberto Carlos.

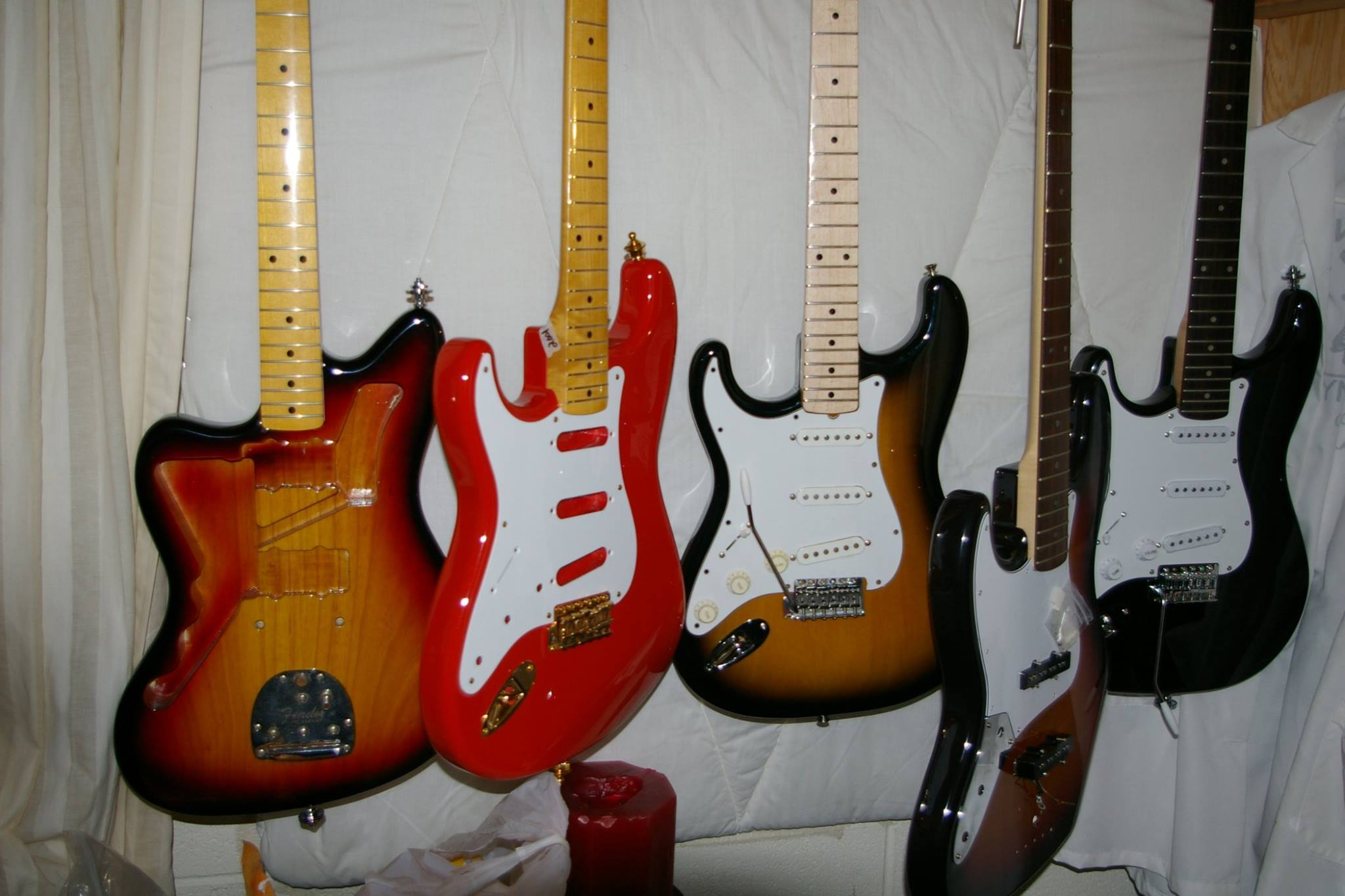
Guitarras da banda.

Ao longo da década de 1960 foi um dos grupos mais requisitados para shows e gravações de intérpretes como Celly Campelo, Ronnie Cord (que acompanhou na gravação do sucesso "Rua Augusta"), Roberto Carlos, Sérgio Reis e outros astros da Jovem Guarda. Em 1965, passaram a fazer gravações vocais e lançaram o LP "Jet Black's", no qual se destacaria a regravação do clássico do rock norte-americano "Suzie Q", de Dale Hawkins. Ainda no mesmo ano, gravaram aquele que seria seu maior sucesso: "Tema para jovens enamorados", versão para "Theme for Young Lovers", da banda The Shadows, o sucesso foi lançado em um compacto que incluía também a música "Suzie Q".
Em 1967 o guitarrista solo da banda, Gato, apelido de José Provetti, gravou um álbum solo, intitulado "O Pulo do Gato", Gato era um dos melhores guitarristas da Jovem Guarda.
Em 1968, Guilherme Dotta entrou para a banda e gravaram com o cantor Reginaldo Rossi o álbum "O Quente". No mesmo ano, o guitarrista Alemão parte para os Estados Unidos e ingressam na banda o compositor e arranjador Osvaldo Luís Posi (ex-Nim and His Boys) e o tecladista Renato Mendes. Com essa nova formação, o The Jet Black's grava o LP "Sempre".
Em 1969 a banda participou do Festival de San Remo na Itália, a banda gravou um compacto duplo com as músicas apresentadas no festival.
Com o declínio da Jovem Guarda, no final dos anos 1960, o grupo entrou em crise apresentando várias formações, sempre em torno de Jurandi. Na década de 1970, caiu no ostracismo e encerrou as suas atividades, somente retomadas no início da década seguinte, com a revitalização do rock no Brasil.

### Retomada (1982 - 1998)
Em 1982, os remanescentes do grupo, Jurandi e Guilherme, assinaram com a Som Livre e lançaram o LP "Rides Again", esta formação contava com Rodolfo Ayres Braga no Baixo Elétrico e Ricardo Melchior na Guitarra Solo, com novas versões para sucessos da década de 1960. Em 1998, Douglas Dotta, filho de Guilherme, retomou o trabalho do grupo. Participaram das comemorações referentes aos 30 anos da Jovem Guarda, regravando "Apache" para a caixa de CDs "30 anos da Jovem Guarda", lançada pela PolyGram, em 1995.

### Morte de Jurandi Trindade
Em 2003, com uma nova formação, o grupo lança o álbum "The Jet Black's Instrumental", que marcaria um novo retorno do grupo às atividades. Porém, em 13 de julho de 2004, morre Jurandi Trindade - o único membro que participou de todas as formações - e, assim, encerra-se a carreira do lendário grupo.

## Integrantes
Formação Clássica (1961 - 1963)
- Joe Primo (Primo Moreschi)
- Bobby de Carlos (Roberto Caldeira)
- Carlos Vítor
- Zé Paulo (José Paulo Metrângulo)
- Jurandi Trindade

Formação (1963 - 1964)
- Joe Primo (Primo Moreschi) - guitarra base e solo, voz
- Gato (José Provetti) - guitarra de solo, teclados
- Nestico (Ernesto Neto) - saxofone tenor
- Zé Paulo (José Paulo Metrângulo) - contrabaixo
- Jurandi Trindade - bateria

Orestes, substitui Joe, em tratamento (clínico) sistema respiratório. Restabelecendo-se, idealiza e integra um novo grupo, 'Os Megatons'. Temporariamente Nélson substitui Jurandi, em tratamento (clínico) sistema respiratório.
Formação (1964 - 1965)
- Serginho Canhoto (Sérgio Vigilato) - guitarra base e solo, voz
- Gato (José Provetti) - guitarra solo, teclados
- Nestico (Ernesto Neto) - saxofone tenor
- Zé Paulo (José Paulo Metrângulo) - contrabaixo
- Jurandi Trindade - bateria

Formação clássica (1966)
- Alemão (Robert Janis Kategvics) - guitarra base
- Gato (José Provetti) - guitarra solo
- Zé Paulo (José Paulo Metrângulo) - contrabaixo
- Jurandi Trindade - bateria

Formação (1968 - 1969)
- Guilherme Dotta - guitarra base
- Mário Lúcio - guitarra solo
- Florindo - teclados
- Oscar - contrabaixo
- Jurandi Trindade - bateria

Formação 1982 - 1985
- Guilherme Dotta - guitarra Base
- Jurandi Trindade - bateria
- Ricardo Melchior - guitarra solo
- Rodolfo Ayres Braga - contrabaixo

Formação 1992 - 1993
- Astor Parenti - guitarra Solo
- Jurandi Trindade - bateria
- Marco - guitarra Base
- Rodolfo Ayres Braga - contrabaixo

Formação 2003
- Jurandi - bateria
- Carlos Nabar - contrabaixo
- Renato Abreu - guitarra base
- Eduardo Mark - guitarra solo e gaita de sopro

## Discografia
A banda lançou 14 álbuns de estúdio, a banda só lançou álbuns instrumentais até 1965, a partir desse ano a banda começou a trazer músicas com letras, algumas composições de membros da banda.
Até 1970 a banda lançou vários compactos simples e compactos duplos, trazendo músicas que já haviam sido gravadas em álbuns e músicas inéditas, em 1969 a banda lançou o compacto intitulado "Tema de Audácia", trazendo um cover da música "Oh Darling" dos Beatles, no mesmo ano foi lançado um compacto duplo com músicas apresentadas no Festival de San Remo aonde a banda participou.

### Álbuns de Estúdio
- 1962 - Twist
- 1963 - Again Twist
- 1963 - Other Famous Twists
- 1964 - Hully Gully
- 1965 - Top Top Top
- 1965 - Chapeuzinho Vermelho
- 1966 - The Jet Black's
- 1967 - Temas de sempre na música jovem
- 1968 - Sempre
- 1982 - The Jet Black's Rides Again
- 1982 - Gala Super apresenta The Jet Black's
- 1988 - Remember The Shadows & The Ventures
- 1995 - The Jet Blacks no Cinema[8]
- 2003 - Instrumental

### Álbuns de Compilação
- 1975 - Nostalgia Para Jovens Enamorados
- 1989 - Golden Hits Of the 60's (Coletânea)
- 1995 - 30 Anos da Jovem Guarda]
- 1998 - Vinte e Cinco Sucessos (Coletânea)

### Compactos
- 1963 - Twist (Compacto duplo)
- 1963 - Twist Again (Compacto triplo)
- 1963 - Hava Nagila (Compacto simples)
- 1963 - Other Famous Twist (Compacto simples)
- 1963 - Volume 3 (Compacto duplo)
- 1964 - Volume 4 (Compacto duplo)
- 1964 - Hully-Gully (Compacto duplo)
- 1964 - Wonderful Land (Compacto simples)
- 1964 - Wonderful Land (Compacto duplo)
- 1965 - Susie "Q" (Compacto simples)
- 1965 - Word Without Love (Compacto duplo)
- 1966 - Shame and Scandal in Family (Compacto duplo)
- 1966 - Thunderball (Compacto simples)
- 1966 - Apache (Compacto duplo)
- 1966 - Chapeuzinho Vermelho (Compacto simples)
- 1966 - Sonho dos meus Sonhos (Compacto duplo)
- 1967 -  The Jet Black's (Compacto simples)
- 1967 -  Eu Era o Batman (Compacto simples)
- 1967 - A Condessa de Hong Kong (Compacto duplo)
- 1968 - Mr. Robson (Compacto simples)
- 1968 - Robertinha (Compacto simples)
- 1969 - Tema da Audácia (Compacto simples)
- 1969 - Você Tem Que Mudar (Compacto simples)
- 1969 - Festival de San Remo
- 1970 - Smile a Little Smile for Me (Compacto simples)
- 1971 - VI Festival Internacional da Canção (Compacto Simples)[9]

### Participações
- 1965 - Álbum A Rainha da Juventude (Meire Pavão)
- 1965 - Enza Flori
- 1966 - Álbum Meire (Meire Pavão)
- 1966 - Juventude em Sucessos
- 1967 - José Luís com The Jet Black's e Orquestra Chantecler
- 1968 - O Quente (Reginaldo Rossi)
- 1995 - 30 Anos da Jovem Guarda

## Legado
The Jet Black's é considerada uma das bandas mais importantes do Rock brasileiro, sendo uma das primeiras bandas de Rock do Brasil. A banda serviu de base para outras bandas de Rock instrumental no país. Foi a banda que mais participou de gravações de artistas na década de 60, a banda valorizou muito o Iê Iê Iê, que estava fazendo muito sucesso no país.
A banda participou diversas vezes do programa Jovem Guarda, sendo mencionada na famosa música "Festa de Arromba", de Erasmo Carlos e Roberto Carlos. A banda participou de vários festivais de música entre eles o Festival de San Remo em 1969.

## Ver Também
- Jovem Guarda
- Boby de Carlo
- Roberto Carlos
- Erasmo Carlos